# Sh2-78
Sh2-78 est une nébuleuse planétaire visible dans la constellation de l'Aigle.
Elle est située dans la partie nord-ouest de la constellation, à environ un demi-degré au nord-ouest de l'étoile ζ Aquilae. Elle s'étend pendant 12 minutes d'arc en direction d'une région de la Voie lactée avec de riches champs d'étoiles en arrière-plan. La période la plus propice à son observation dans le ciel du soir se situe entre juin et novembre. Étant à environ 14° de l'équateur céleste, il peut être observé depuis toutes les régions peuplées de la Terre, bien que les observateurs de l'hémisphère nord soient plus avantagés.
Sh2-78 a alternativement été considéré comme une région H II ou une nébuleuse planétaire pendant des décennies. Les estimations de distance fournies dans une étude de 1989 indiquent une valeur d'environ 4 300 pc (∼14 000 al), ce qui la placerait dans le bras du Sagittaire. Cependant, les études les plus récentes indiquent qu'il s'agit sans aucun doute d'une nébuleuse planétaire, dont l'étoile centrale est une naine blanche de classe D0.